# شقصة

تعديل مصدري - تعديل

شقصه هي إحدى قرى عزلة القارة بمديرية رصد التابعة لمحافظة أبين، بلغ تعداد سكانها 264 نسمة حسب تعداد اليمن لعام 2004.